# 釜山亞運會主競技場
釜山亞運會主競技場是一座位於韓國釜山的體育場，是為了舉辦2002年亞洲運動會而興建的，它也是2002年世界盃足球賽的比賽場館之一。它可以容納53,864人。2002年亞洲運動會的開閉幕式與田徑項目都在此場館進行。
它曾是K聯賽釜山I'Park足球俱樂部的主場。

## 2002年世界盃足球賽
| 日期       | 球队   | 比分 | 球队   | 阶段 |
| ---------- | ------ | ---- | ------ | ---- |
| 2002-06-02 | 巴拉圭 | 2–2  | 南非   | B组  |
| 2002-06-04 |        | 2–0  | 波蘭   | D组  |
| 2002-06-06 | 法國   | 0–0  | 乌拉圭 | A组  |

## 設計
釜山亞運會主競技場為韓國第一個符合國際田徑總會IAAF規定的1級賽事運動場，不論是降雨量達每小時10∼15㎜或暴雨時，只要經過12~24小時即可進行比賽。